# Comac (vliegtuigfabrikant)

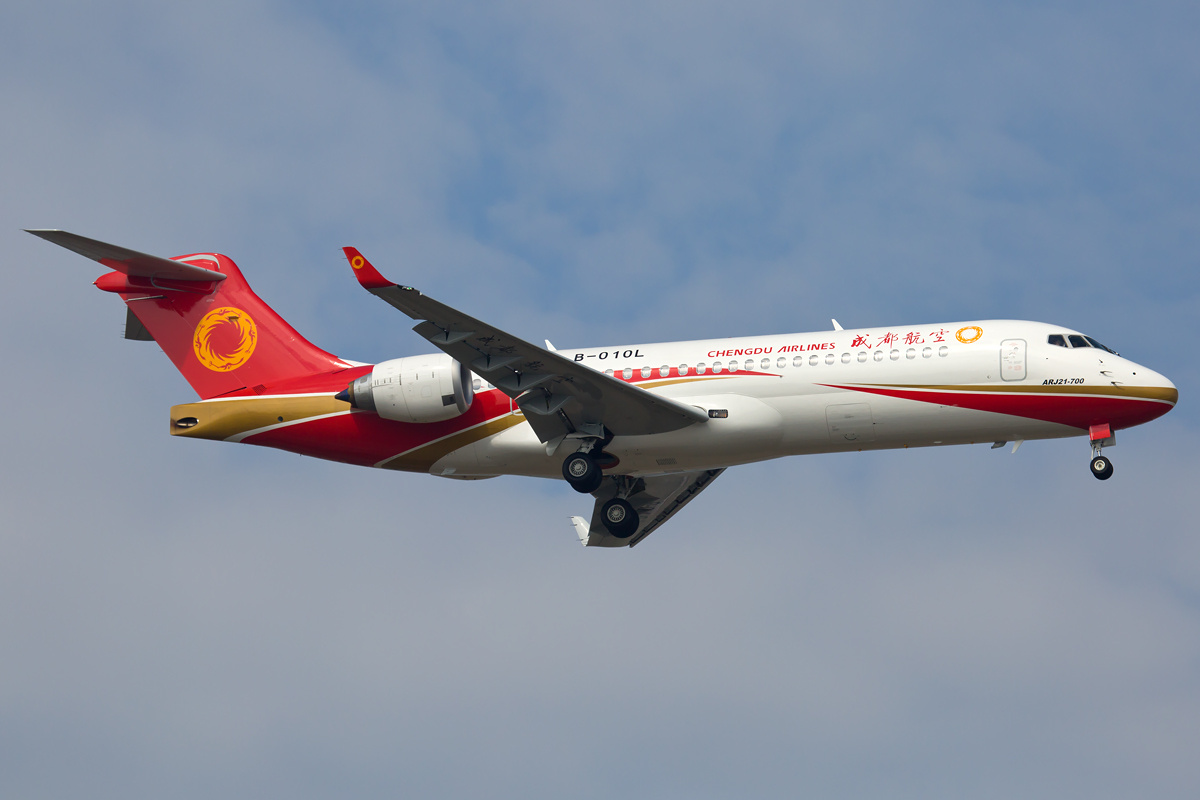
Comac ARJ21

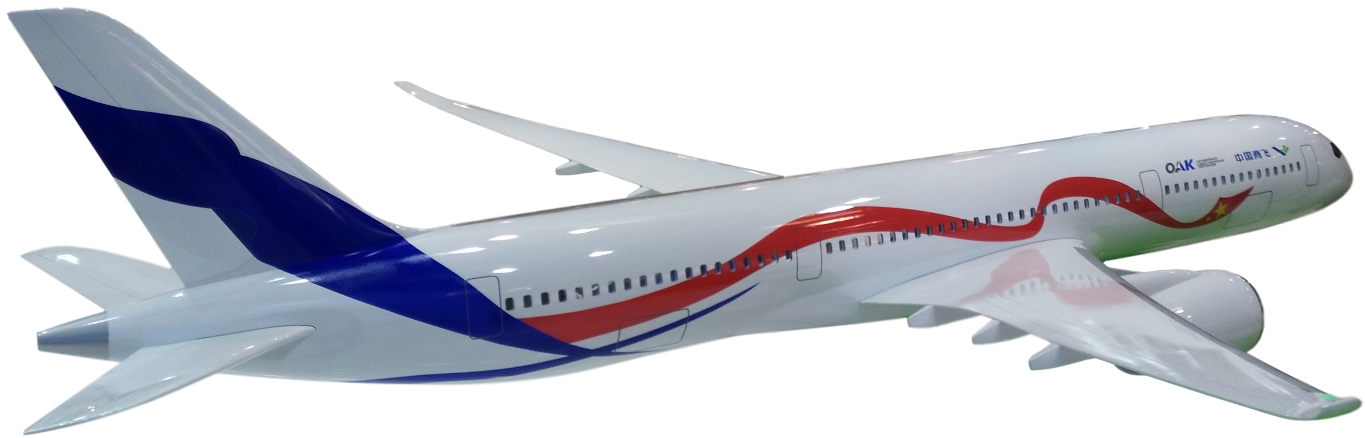
Model van de CRAIC CR929

Comac, officieel de Commercial Aircraft Corporation of China Ltd., is een Chinese vliegtuigfabrikant, die op 11 mei 2008 in Shanghai werd opgericht. Het bedrijf is in bezit van de Chinese centrale overheid, de gemeente Shanghai en de China Aviation Industry Corporation. Met het staatsbedrijf beoogt China minder afhankelijk te zijn van Boeing en Airbus.

## Vliegtuigen
De Comac ARJ21 was het eerste toestel dat werd ontwikkeld bij Comac. De ontwikkeling kampte met grote vertragingen maar in 2018 waren de eerste exemplaren in gebruik. Het biedt ruimte aan maximaal 90 passagiers. 
De Comac C919 is een groter vliegtuig met 156 passagiers in een tweeklassen-configuratie. Op 2 november 2015 werd de eerste geproduceerde C919 aan het publiek getoond. Eind 2019 waren zes toestellen gebouwd en de eerste leveringen voor ingebruikname worden in 2021 verwacht.
In 2015 hebben Comac en zijn Russische partner United Aircraft Corporation (UAC) een joint venture opgericht voor de ontwikkeling en de bouw van het nieuwe toestel, de CRAIC CR929. Het tweemotorige vliegtuig van de China-Russia Commercial Aircraft Corporation (CRAIC) zou 280 passagiers over een afstand van 12.000 kilometer moeten kunnen vervoeren. Het interieur krijgt negen zitplaatsen naast elkaar. Met de ontwikkeling zou een bedrag van minimaal US$ 13 miljard gemoeid zijn en beide landen dragen 50% van de ontwikkelingskosten. Door Internationale sancties tegen Rusland tijdens de Russisch-Oekraïense oorlog is de ontwikkeling vertraagd en wordt de eerste vlucht pas verwacht in 2030.